# Volksschädling
Volksschädling (en français : « parasite du peuple ») est un terme allemand, mentionné dès 1896, et qui a d'abord été utilisé dans divers contextes au début du XXe siècle. Il a fini par désigner des personnes caractérisées comme des « organismes nuisibles » en raison de leur comportement considéré comme non conforme, le plus souvent dans l'intention de les dénigrer comme de la vermine et de les déshumaniser de manière ciblée.

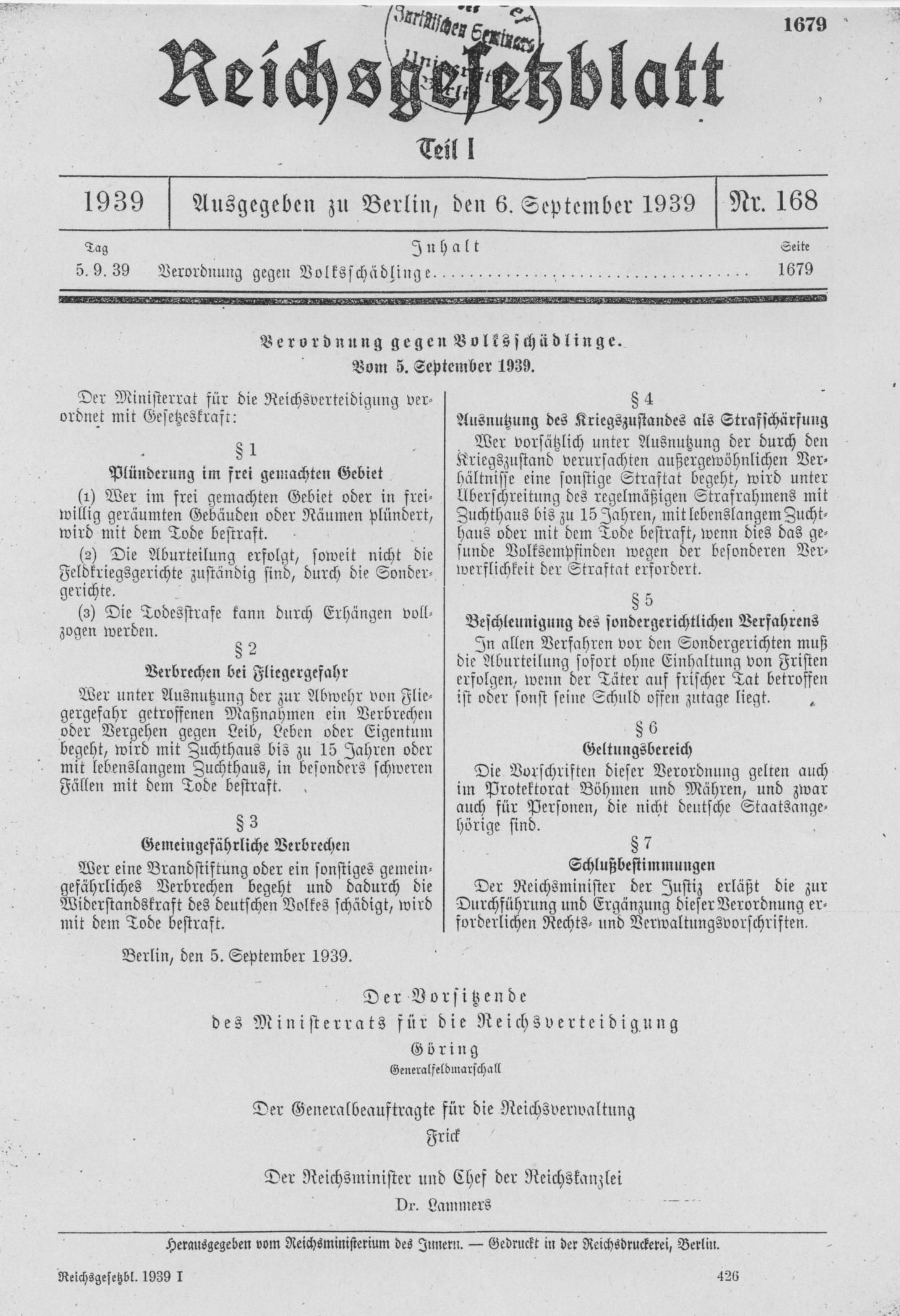
Ordonnance contre les «parasites du peuple» du 5 septembre 1939

Pendant les années 1920, alors que le parti nazi prend de l'ampleur, le terme désigne les « trafiquants et les usuriers » et, à partir de 1930, les prétendus « traîtres à la patrie » (Landesverräter). Dans le vocabulaire national-socialiste, il prend le sens de « criminel », « qui nuit au peuple ».

## Sous le national-socialisme
À partir de 1939, le terme devient un concept juridique par l'Ordonnance du 5 septembre 1939 relative aux parasites du peuple (de). Selon le §4, est considéré comme Volksschädling celui qui « commet intentionnellement un délit en profitant des ciconstances exceptionnelles causées par l'état de guerre ». Dans ce cas, « en dépassant le cadre pénal régulier, la peine était la réclusion jusqu'à 15 ans, la réclusion à perpétuité ou la mort, si le bon sens populaire l'exigeait en raison du caractère particulièrement répréhensible de l'infraction ».
Le juge nazi Roland Freisler, à l'époque secrétaire d'État au ministère de la Justice du Reich, écrit à ce sujet dans la revue juridique spécialisée Deutsche Justiz, 1939, p. 1450 :

« L'ordonnance met en avant quatre faits constitutifs [...] :
- celui du pilleur,
- celui du lâche délinquant,
- celui du saboteur dangereux pour la collectivité,
- celui du saboteur économique. »

La notion de Volksschädling n'est pas définie de manière exhaustive dans l'ordonnance : elle s'est progressivement élargie au fil des pratiques juridiques nazies et a été appliqué en premier lieu aux déserteurs peu avant la fin de la guerre. Victor Klemperer rapporte qu'en mars 1945, un groupe de la Feldgendarmerie portait un brassard avec l'inscription « Volksschädlingsbekämpfer » (combattant des nuisibles du peuple).
Cette ordonnance était principalement utilisée par les tribunaux spéciaux. Pendant la guerre, leur compétence est étendue aux délits « normaux », ce qui permet de prononcer la détention de sûreté contre les « ennemis de l'État » (variante politique) ou les « Volksschädlinge » (variante générale).